# دام (استديو)
دام (باليابانية: 株式会社童夢، بالروماجي: Kabushiki-gaisha Dōmu)
(بالإنجليزية: Daume)‏ هو استوديو رسوم متحركة ياباني، تأسس في عام 1986، ويقع مقره في سوغينامي في طوكيو.

## أعمال الاستوديو

### مسلسلات أنمي تلفزيونية
- What's Michael? (1988-1989)
- D4 Princess (1999)
- Bubu Chacha (1999)
- I Love Bubu Chacha! (2001)
- I Love Bubu Chacha (2001)
- Hanaukyo Maid Team (2001–2004)
- Please Teacher! (2002)
- Please Twins! (2003)[1]
- DearS (2004)
- Hanaukyo Maid Team: La Verite (2004)[2]
- Strawberry Marshmallow (2005)[3]
- Tona-Gura! (2006)[4]
- Yoake Mae yori Ruriiro na: Crescent Love  [لغات أخرى]‏ (2006)
- مينامي-كي (2007)
- شيكي (2010)[5]

## وصلات خارجية
- الموقع الرسمي باللغة اليابانية
- دام (استديو) على موقع ANN company (الإنجليزية)